# Geinegge
Die Geinegge bildet als Bach oder kleiner Flusslauf einen rechtsseitigen Nebenfluss der Lippe. Sie verläuft auf dem Gebiet des Stadtbezirks Bockum-Hövel der Großstadt Hamm.

## Namensherkunft
Die westfälischen Dörfer Bockum und Hövel, aus denen der heutige Hammer Stadtbezirk Bockum-Hövel hervorgegangen ist, gehörten einst zum Stammesherzogtum Sachsen und waren von Sachsen besiedelt. Der Name „Geinegge“ stammt aus dem Altsächsischen. Dort weist die Wortendung „…egge“ auf Sumpf, Moor o. ä. hin. Frühere Schreibweisen lauten „Gheneighe“, „Gynegge“, „Geneghe“, „Gyneghe“, „Genegge“, „Geneege“ oder „Geinhegge“. Sie bezeichnen vermutlich ein(en) „Wasser(lauf) zwischen Hecken“.

## Geographie

### Quelle
Die Geinegge entspringt als kleiner Hügellandfluss im Grenzgebiet der Gemeinde Ascheberg und der Stadt Hamm, genauer gesagt am Fuße des Roggenberges an der Grenze der zu Ascheberg gehörenden Bauerschaft Nordick und der zu Hamm bzw. Bockum gehörenden Bauerschaft Barsen beim Hof Schulze-Krutmann im Nordwesten der Stadt Hamm. Ihre Quelle, die erst im Jahre 1928 vom Sauerländischen Gebirgsverein festgestellt worden ist und seither ein beliebtes Ausflugsziel bildet, liegt 83,65 Meter über dem Meeresspiegel. Das Gefälle zum Radbodsee, in den sie bei 55 Meter über NN mündet, beträgt 28,65 Meter.
Darüber hinaus gibt es fünf weitere Quellbäche, die das Quellsystem der Geinegge bilden. Deren Quellen wiederum befinden sich nur teilweise auf Hammer Gebiet, vielmehr liegen sie in der Nähe der Stadtgrenze im Kreis Warendorf und im Kreis Coesfeld.

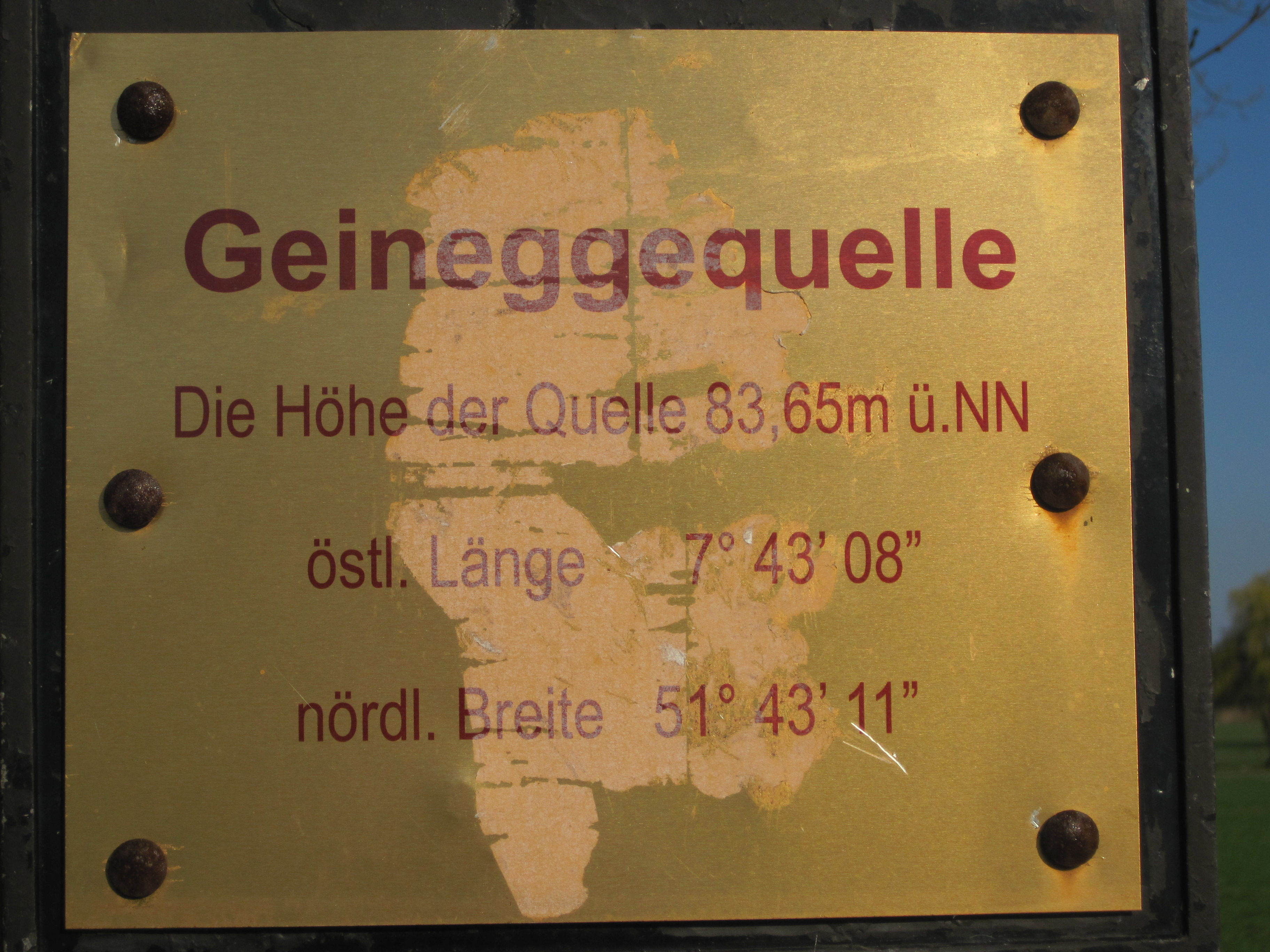
Informationsschild an der Geineggequelle.
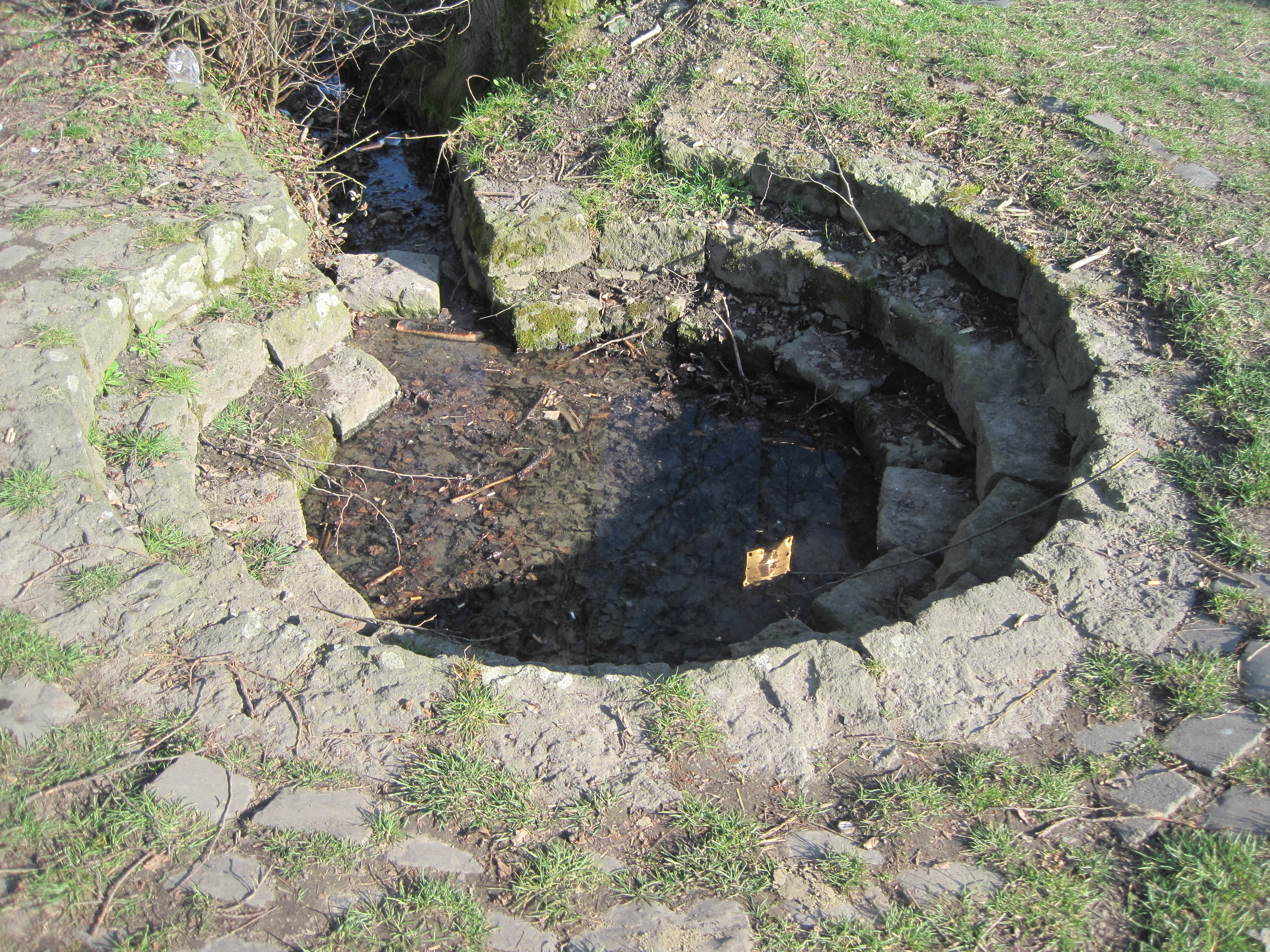
Geineggequelle.
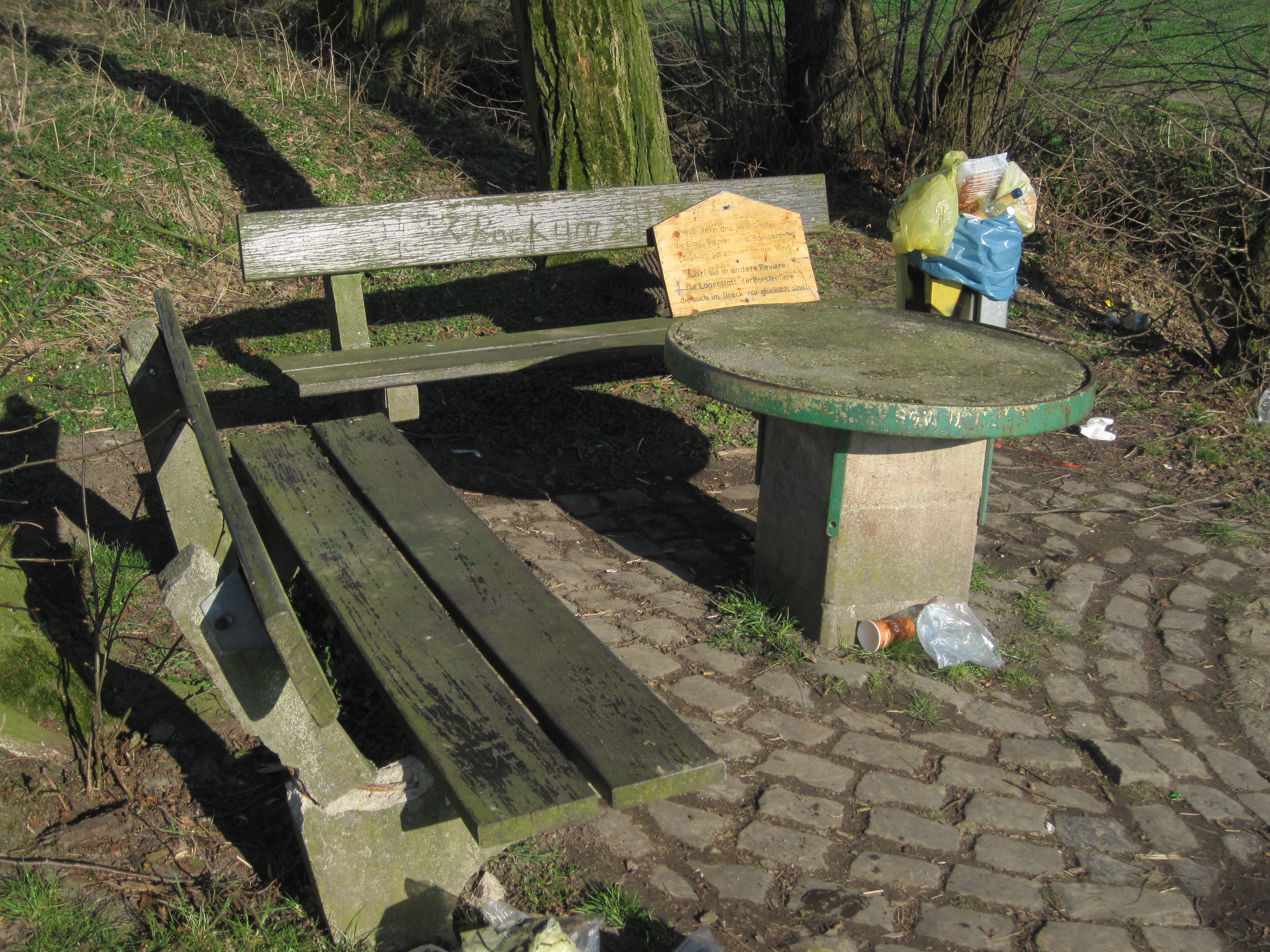
Sitzgruppe an der Geineggequelle.
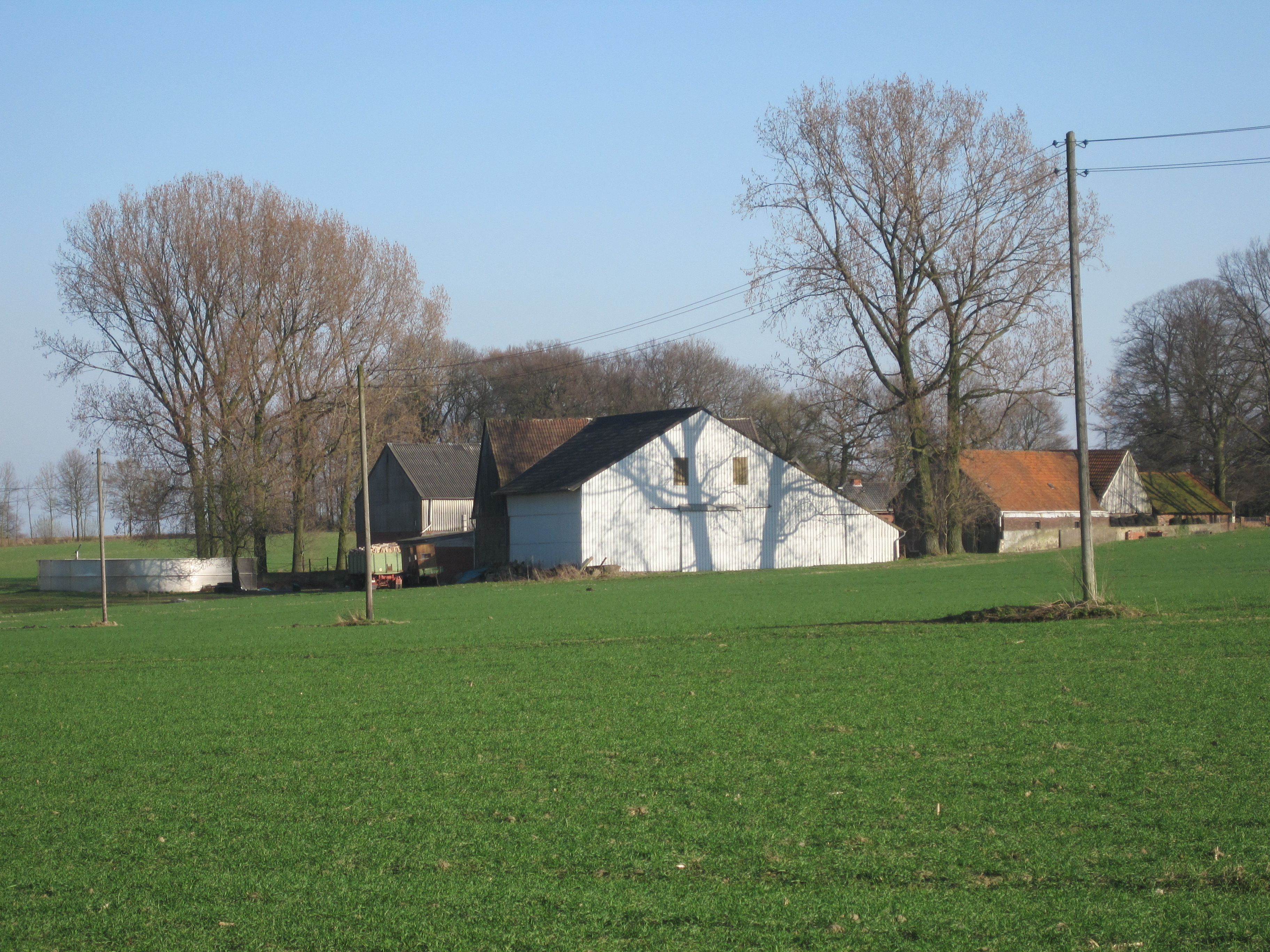
Hof Schulze-Krutmann.
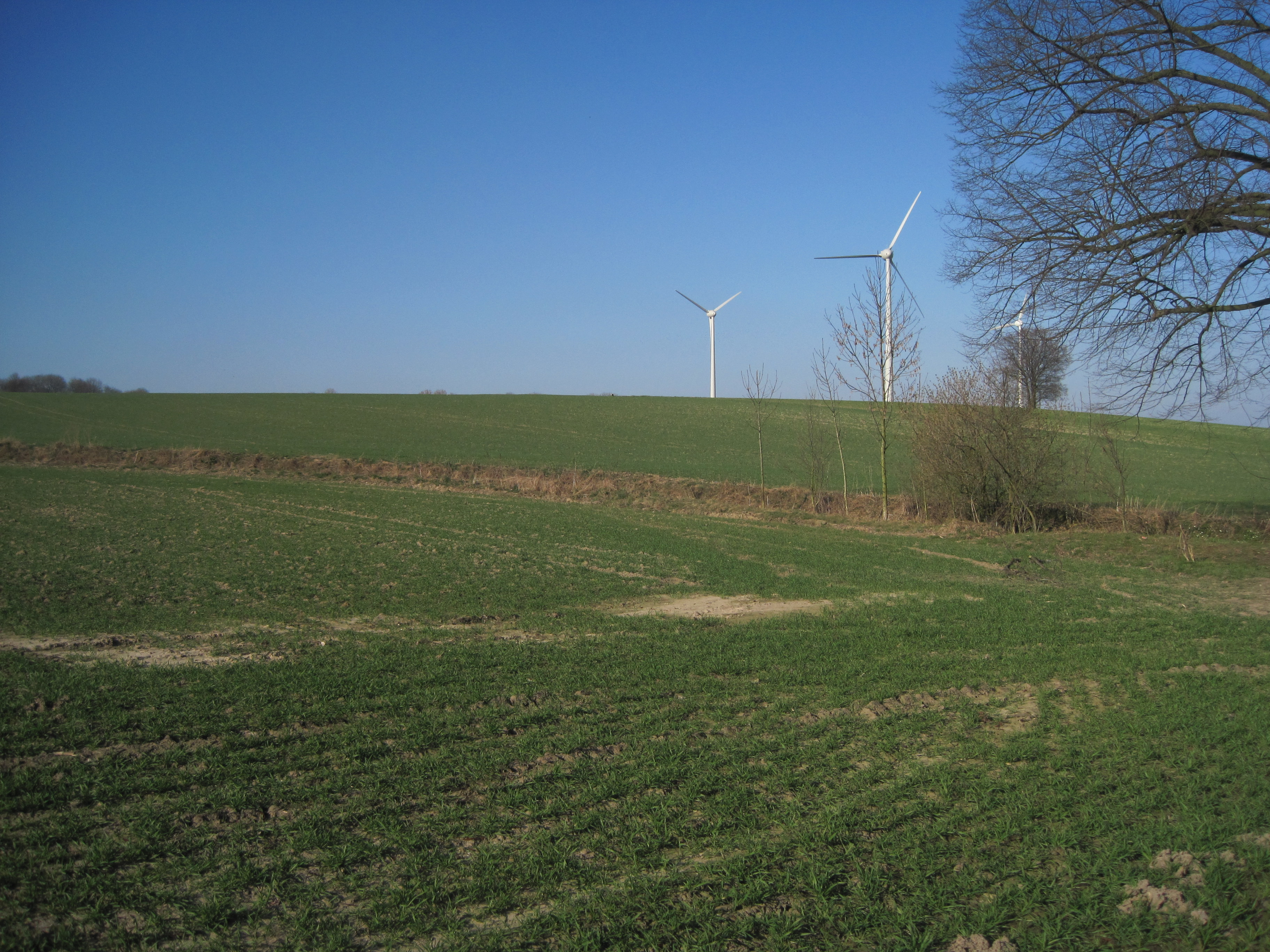
Roggenberg.
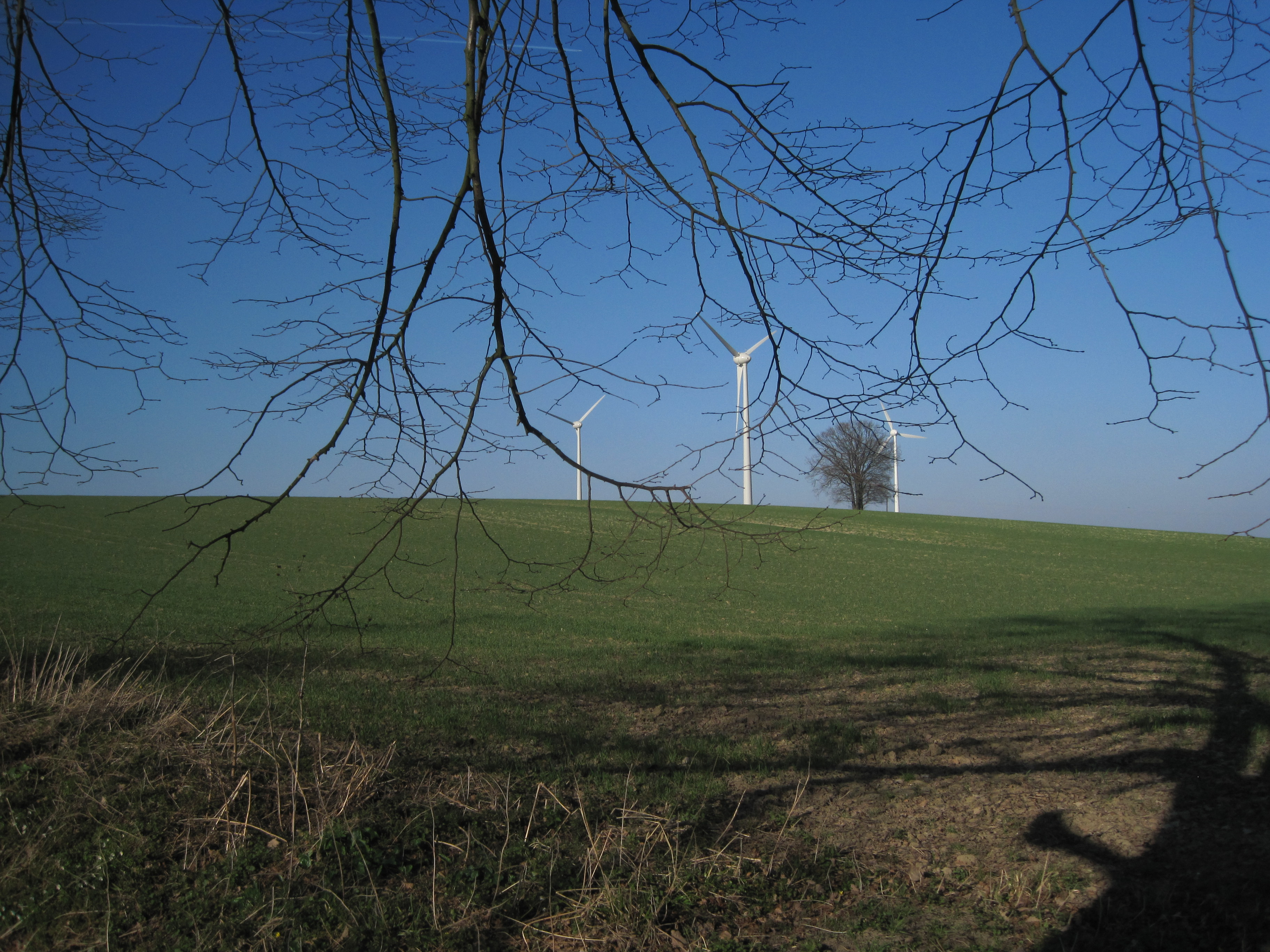
Roggenberg.
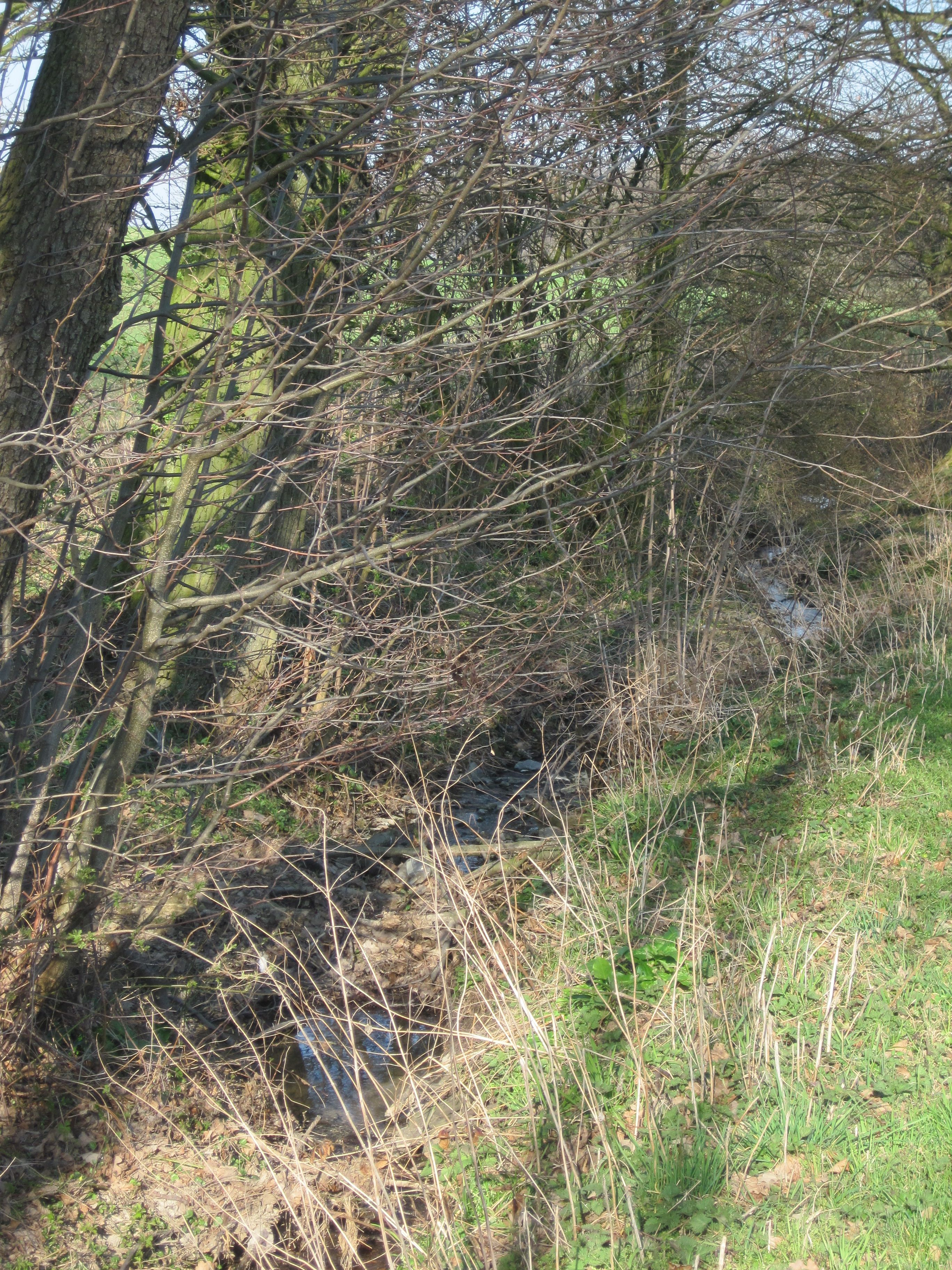
Geinegge hinter der Geineggequelle.

### Verlauf und Funktion

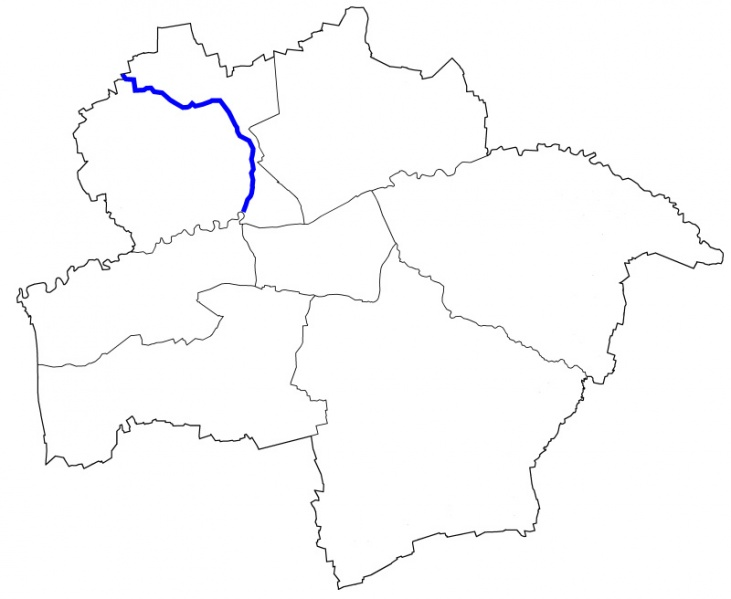
Verlauf der Geinegge im Vergleich zum Stadtplan von Hamm bzgl. des Stadtbezirks Bockum-Hövel.

Die Geinegge durchquert zu einem großen Teil den ländlich geprägten Raum nördlich des Ortsteils Bockum-Hövel, die Bauerschaften Barsen, Hölter und Geinegge. Dabei fließt sie zunächst mehrere Kilometer weit in östlicher Richtung und wendet sich dann nach Süden. Auf diesem Weg tangiert sie den ehemaligen Klosterhof und die Gräfte, Wassergräben und Teiche von Haus Ermelinghof. Die Fischteiche werden zwar vom Mesenbach gespeist, der somit nicht mehr frei in die Geinegge mündet, der Überlauf wird aber bei Kilometer 3,0 und 3,2 in die Geinegge eingeleitet. Bis etwa 1955 wurde mit ihrer Hilfe die auf Ermelinghof befindliche, 1978 abgebrochene Schlossmühle betrieben. Der Unterlauf der Geinegge durchfließt auf etwa 1,2 km stark besiedelten Bereich. Schließlich unterquert die Geinegge den Bockumer Weg knapp östlich der Kreuzung Römerstraße und fließt in der Nähe der Römerstraße in den Radbodsee.
Mit 27 km2 ist der Einzugsbereich der Geinegge der größte in Hamm nördlich des Hauptfluters Lippe. Die Geinegge ist somit bereits als kleiner Fluss zu betrachten, auch wenn ihr als Tiefenlandbach mit überwiegend geradem Verlauf ebenso Bachqualität zukommt.
Bedingt durch die Umbaumaßnahmen ist die Geinegge fast durchgängig mit einer Uferbefestigung versehen. Sie dient zur Abführung von Drainagewasser der Ackerflächen und zur schadlosen Ableitung des Sommer- und Winterhochwassers. Damit schützt sie vor Überschwemmungen und wird zur Urbarmachung der Aue genutzt. Auch Melioration der angrenzenden Äcker und „pflegeleichte“ Profile und Böschungen sind mit Hilfe der Geinegge durch gewässerfeindliche Gewässerausbau- und Unterhaltungsmaßnahmen realisiert worden. Da sich die Geinegge in einem Siedlungsgebiet mit Wohnbebauung, Hofstellen, Ertragslandwirtschaft, Verkehrswegen, Brücken u. ä, befindet, darf die von der Stadt Hamm vorgegebene Hochwassersicherheit auch bei Umplanungen grundsätzlich nicht verschlechtert werden.
Hindernisse für Durchgängigkeit und Fließverhalten sind die 50 Meter lange Verrohrung parallel zur Straße „Im Barkerfeld“ bei Kilometer 5,0, das Wehr südlich von Schloss Ermelinghof bei Kilometer 3,0, der Durchfluss des Förstersees bei Kilometer 2,2, der Durchfluss des Radbodsees bei Kilometer 0,5 und das Pumpwerk in die Lippe bei Kilometer 0,0.
Trotz vieler anthropogener Einflüsse, die das Ziel des guten Gewässerzustandes gefährden, hat die Geinegge als natürliches Oberflächengewässer zu gelten.
Während der hochsommerlichen Hitzeperiode um den August in den Jahren 2018 und 2019 war die Geinegge trockengefallen. Schon aus der Quelle des Baches kam kein Tropfen Wasser mehr.

### Mündung

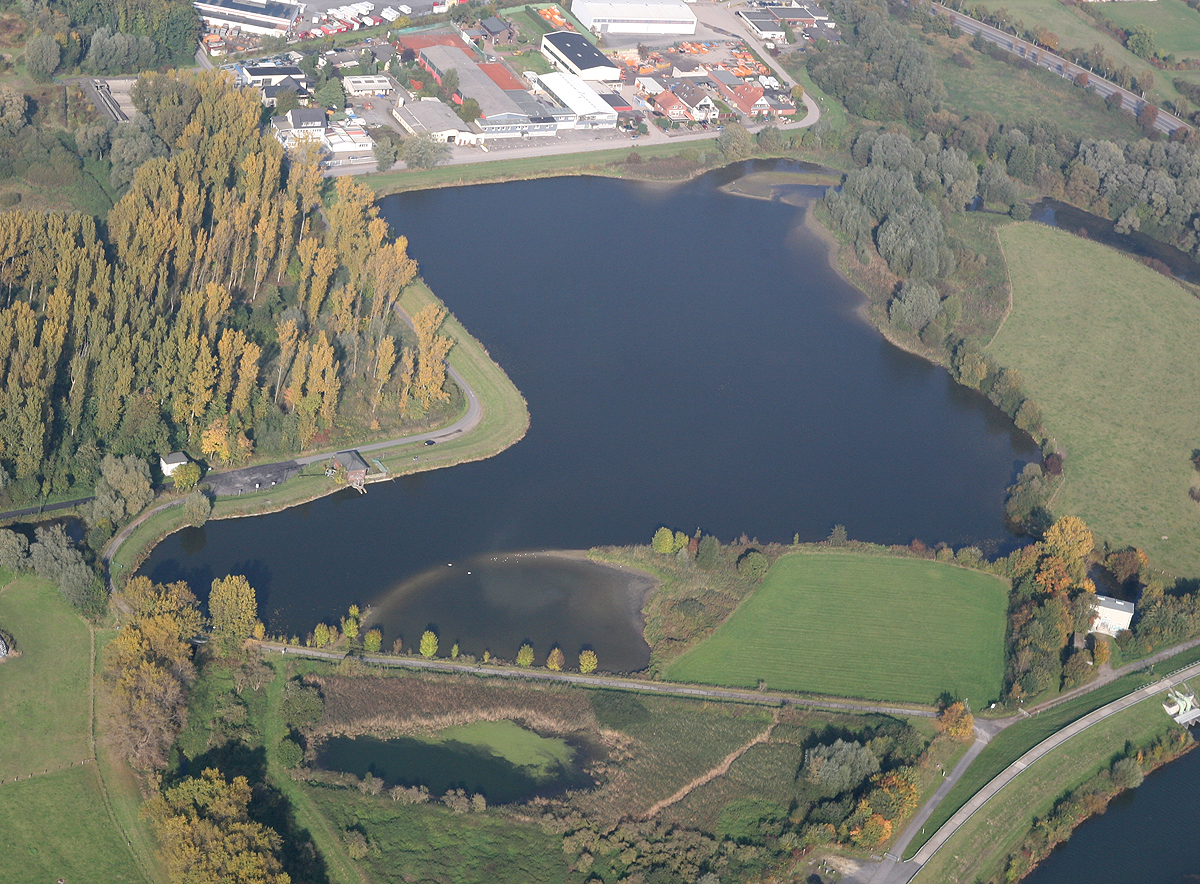
Luftbild des Radbodsees.

Die Geinegge mündete zunächst in die Lippe, und zwar in der Nähe der historischen Burg Nienbrügge. Später mündete sie dann in den abgetrennten Lippearm, die sogenannte „Alte Lippe“. Schließlich wurde sie im Zuge der Eindeichung der Lippe in den Radbodsee umgelenkt, der bis zur Stilllegung der Zeche Radbod als Wasserreservoir genutzt wurde.
Bedingt durch Bergsenkungen liegt der Radbodsee heute wesentlich tiefer als die Lippe; der untertägige Kohleabbau durch die Zeche Radbod hat eine Absenkung der Alten Lippe und des angrenzenden Seeareals um etliche Meter verursacht. Deshalb und wegen der Lippeeindeichung muss das Wasser der in den Radbodsee mündenden Bäche, also auch der Zufluss aus der Geinegge, mit Hilfe eines Pumpwerks 121,773 Kilometer vor der Lippemündung in die Lippe weitergeleitet und hochgepumpt werden.

### Länge und Einzugsgebiet
In der älteren Literatur wird die Länge der Geinegge mit 8,5 Kilometern angegeben. Der Lauf der Geinegge wurde teilweise jedoch künstlich verändert; im Zuge der Flurbereinigung Ende der 1970er Jahre wurde die Geinegge fast durchgängig begradigt, teilweise verrohrt und verlegt, wobei der ursprüngliche Lauf verfüllt worden ist. Vermutlich ergibt sich daraus die abweichende Längenangabe von 9,411 Kilometern bei TIM-online. Das Einzugsgebiet der Geinegge erreicht eine Größe von 26,6 km2. Drei Viertel davon sind Ackerflächen (77,4 %), gefolgt von städtischen Flächen (6 %) und Wald (5,7 %).

### Zuflüsse
Die Geinegge ist ein Nebenfluss der Lippe, hat selbst aber auch eine Reihe von Zuflüssen. Zu den größten gehören:
- Hölterbach, sommertrocken, problematischer Wasserhaushalt, Einzugsgebiet: 7,66 km2
- Mesenbach, sommertrocken, problematischer Wasserhaushalt, Einzugsgebiet: 4,81 km2
- Graben am Kötterberg, Einzugsgebiet: 3,04 km2
- Namenloses Gewässer, Einzugsgebiet: 1,42 km2
- Barsener Graben, Einzugsgebiet: 0,93 km2
- Depe Becke, Einzugsgebiet: 0,74 km2
- Rehbach, Einleitungen aus diversen Kleinkläranlagen, Regenentlastungen aus der Mischwasserkanalisation, „schmutzigster Hammer Vorfluter“, Einzugsgebiet: 0,35 km2

## Fließgewässerlandschaft

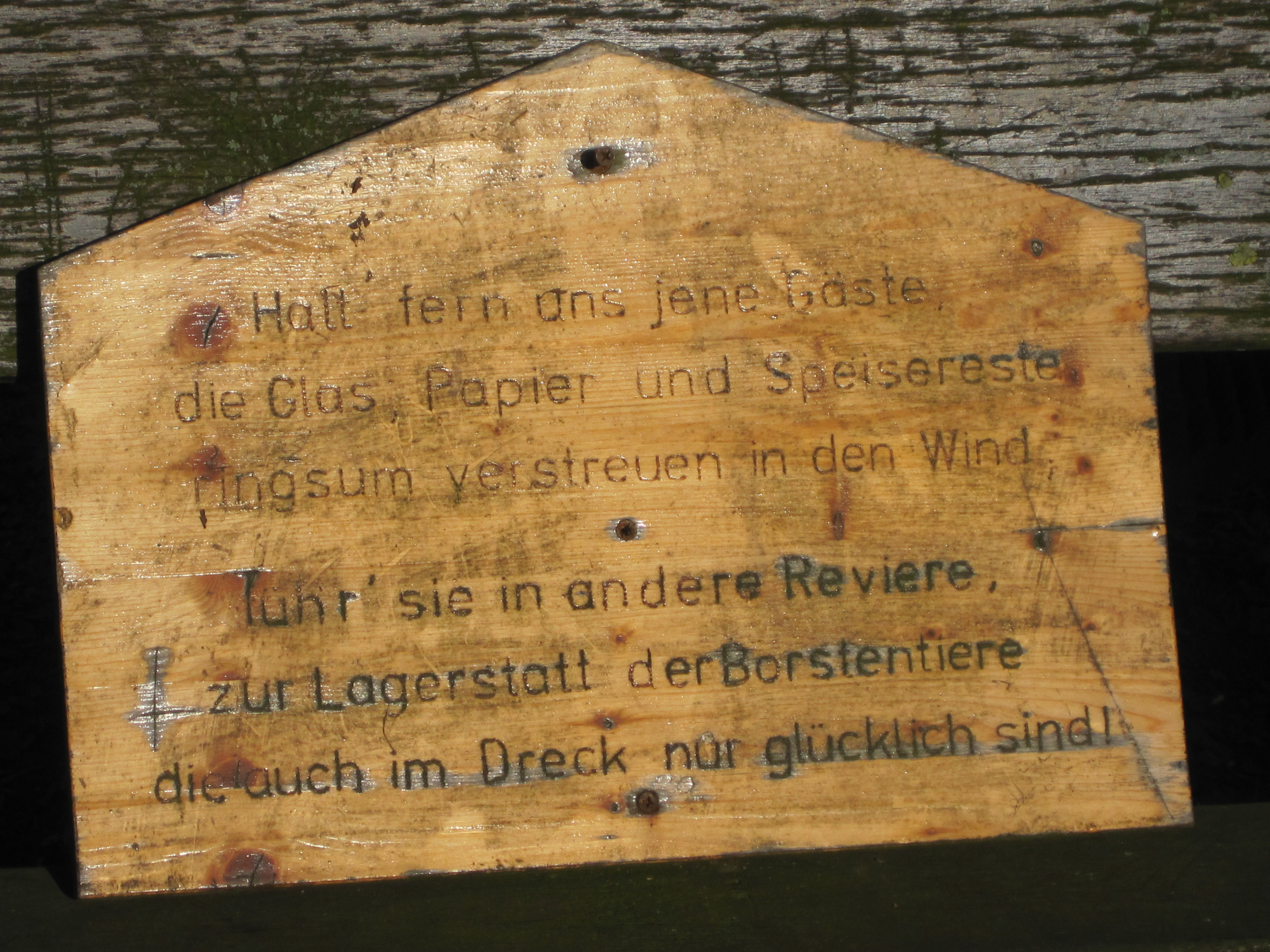
Schild an der Geineggequelle mit Aufforderung zur Sauberkeit.

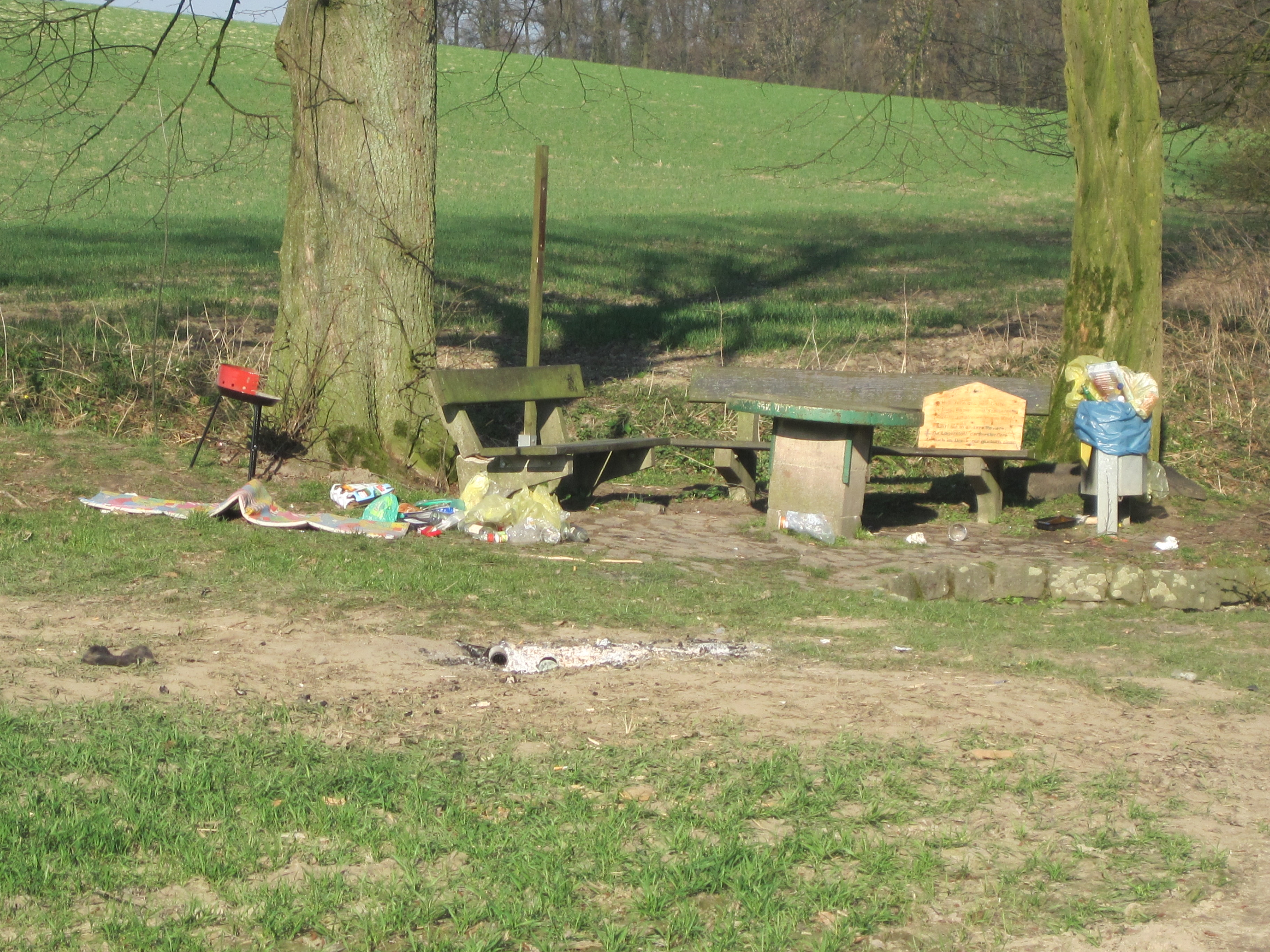
Gelegentliche Vandalismusprobleme an der Geineggequelle.

Nordrhein-Westfalen liegt im Übergang von Norddeutschem Tiefland zur Mittelgebirgsschwelle. Die Geinegge ist dabei eindeutig dem Tiefland zuzuordnen, wobei die Geinegge alle vier Gewässerlandschaften des westfälischen Tieflandes tangiert: Quellbereich und Quellbach liegen in einem kleinen Sandgebiet, dahinter schließt sich ein durch Löß geprägter Abschnitt an, es folgt Verwitterungsgebiet im Mittelteil und die Lippeniederung im Süden.

## Geplante Renaturierung

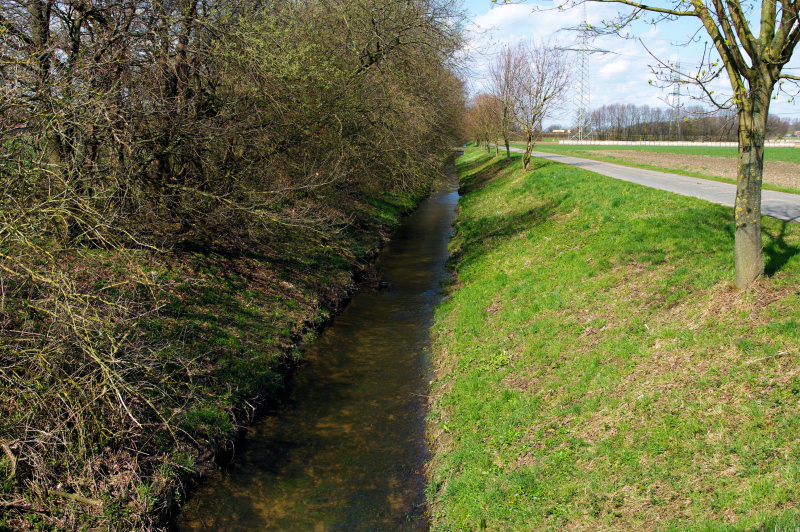
Die Geinegge am Klosterhof.

Die Europäische Wasserrahmenrichtlinie hat zu Überlegungen geführt, die Geinegge zu renaturieren. Um die Wasserrahmenrichtlinie umzusetzen, hat das Land Nordrhein-Westfalen unter Berücksichtigung der Geinegge neben einem behördenverbindlichen Bewirtschaftungsplan verschiedene Maßnahmenprogramme beschlossen. Die geplante Maßnahme ist zweiteilig.
Zum einen soll die Geinegge auf einem 500 Meter langen Teilstück zwischen dem Waldgebiet Wiggert und der Straße „Geinegge“ renaturiert werden. Dazu will man die massiven Steinschüttungen entfernen und den Lauf der Geinegge durch Mäander (Gewässerschlingen) und Kolken verändern. Zusätzlich soll der Uferweg an dieser Stelle verlegt werden, um auf der östlichen Seite eine natürliche Entwicklung des Gewässers zu ermöglichen. Die dazu nötigen Grundstücke wurden von der Stadt Hamm bereits angekauft. Nach Angaben der Hammer Stadtverwaltung sind die Grundstücke an der westlichen Seite der Geinegge nicht betroffen. Die Baukosten für diese Maßnahme werden auf 80.000 Euro geschätzt. 90 % davon wird das Land Nordrhein-Westfalen tragen.
Zum anderen soll die Geinegge wieder direkt an die Lippe angeschlossen werden. Die Wasserrechtsrahmenrichtlinie sieht vor, für alle Gewässer einen guten ökologischen und chemischen Zustand zu erreichen und zu erhalten, damit die Gewässer wieder Lebensadern für die Natur werden. Das Pumpwerk am Ende der Geinegge bildet jedoch ein Wanderhindernis für Wanderfischarten, Wasserpflanzen und Kleinlebewesen in der Geinegge. Darüber hinaus verursacht es Betriebskosten. Eine von einem externen Ingenieurbüro erarbeitete Machbarkeitsstudie soll nach Möglichkeiten zur freien Anbindung der Geinegge an die Lippe suchen. Geinegge und Radbodsee sollen sich danach nicht mehr gegenseitig beeinflussen. Die Belange des Radbodsees werden jedoch berücksichtigt. So stellt sich etwa die Frage, ob durch die Abkopplung der Geinegge die Nährstoffzufuhr in den Radbodsee vermindert wird. Die Studie soll außerdem Auskunft über Randbedingungen und Restriktionen geben und die Kosten der Baumaßnahme abschätzen. Die Studie selbst soll 35.000 Euro kosten, wobei 90 % dieser Kosten vom Land getragen werden. Seitens der Bezirksvertretung Bockum-Hövel wurde die Befürchtung geäußert, die Verlagerung des Radbodsees in ein natürliches Bett würde dazu führen, dass das gesamte Gebiet um den Radbodsee „absäuft“. Das Umweltamt der Stadt Hamm sieht eine solche Gefahr nicht. Die Geinegge solle auf der östlichen, nicht auf der westlichen Seite der Römerstraße in die Lippe fließen. Hier gebe es noch das natürliche Gefälle, so dass der Höhenunterschied zwischen Lippe und dem tiefergelegenen Radbodsee keine Rolle spiele. Vor diesem Hintergrund stimmte auch die Bezirksvertretung einer Machbarkeitsstudie zu.
Der geplante Eingriff wird dadurch erschwert, dass es sich beim Radbodsee um ein Naturschutzgebiet handelt.

## Burg Geinegge und Rittersitz Aquack
Nach der Geinegge benannt ist die nicht erhaltene Burg Geinegge und das dort früher ansässige Rittergeschlecht derer von Geinegge. Zur Zeit der Erbauung von Burg Geinegge muss der Bach mehr Wasser geführt haben als in der Gegenwart, denn schriftliche Quellen belegen einen außerordentlichen Fischbestand, wie es ihn dort heute nicht mehr gibt.
Auch der noch ältere Rittersitz Aquack in der selbstständigen Bauerschaft Aquack lag an der Geinegge.
Zusammen mit dem Klosterhof, dem Haus Ermelinghof und der Burg Nienbrügge waren somit alle adeligen Häuser in Bockum-Hövel durch die Geinegge erschlossen, ausgenommen die Burg Hövel und das Haus Laake.

## Sonstiges
Von der heutigen Stadt Hamm wurde der von der früheren Stadt Bockum-Hövel geplante Geinegge-Wanderweg angelegt.
Im Bachbett der Geinegge sind Knochenreste eines eiszeitlichen Mammuts und eines Wollnashorns gefunden worden.